# Lorenzo Lotto

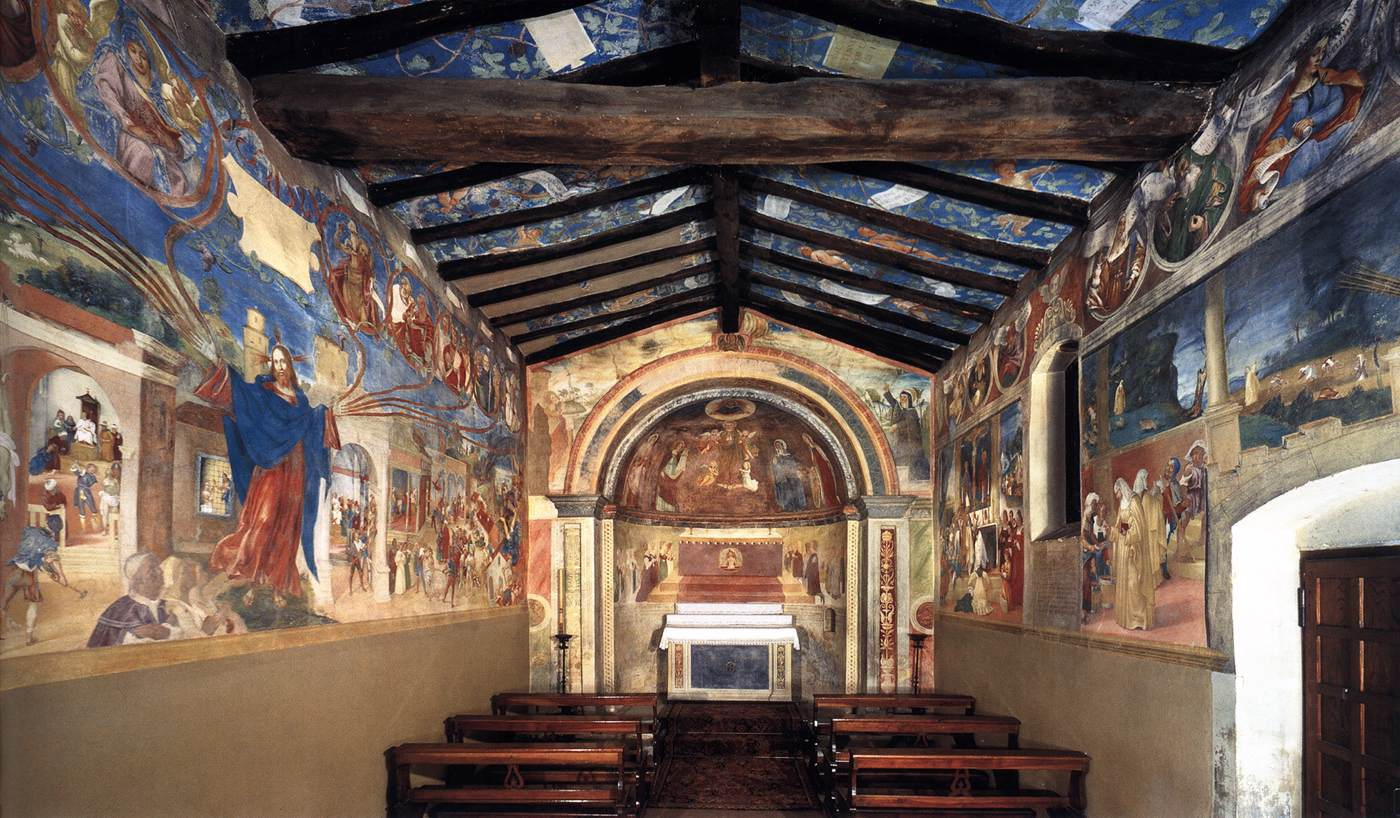
Cappella Suardi ill. 1524

Lorenzo Lotto (rond 1480 Venetië — 1556 Loreto) was een Italiaanse kunstschilder, die actief was tijdens de Italiaanse renaissance.

## Biografie
Lotto stond eerst onder invloed van Alvise Vivarini en werd later geïnspireerd door Dürer, Rafaël en nog meer door Correggio. Hij heeft in zijn leven maar weinig landschappen geschilderd. Door zijn verblijf in kleine plaatsen heeft hij veel schilderijen van eenvoudige mensen in hun eigen huishoudelijke sfeer geschilderd, wat in de 16de eeuw in de Italiaanse kunst (cinquecento) ongebruikelijk was.
Lotto verloor zijn stem en een deel van zijn gezichtsvermogen in 1550. Hij trok zich twee jaar later terug in Loreto en werd er lekenbroeder. Hij bleef daar tot zijn dood.

## Schilderstijl
De werken van Lorenzo Lotto behoren tot de schilderkunst van de hoog-renaissance.

## Werken
Tijdens zijn verblijf in Bergamo heeft Lotto meesterwerken van religieuze kunst gemaakt, waaronder Santa Cristina in Treviso, Santo Spirito in Bergamo en meerdere madonnabeelden in de Borghese-galerij te Rome. Een bescheiden kapel in Trescore Balneario is door hem in 1524 volledig bedekt met fresco's. Deze Cappella Suardi herbergt zijn meest intact bewaarde cyclus.
Zijn werk heeft een sterke bewogenheid met gebruik van gedurfde en geraffineerde kleurcombinaties. Hij schilderde ook uitzonderlijke portretten en enkele religieuze taferelen, waaronder het Altaarstuk van de heilige Nicolaas van Bari in de karmelietenkerk in Venetië (1529).
- Portret van een jongeman tegen een wit gordijn, circa 1508
- Christus leidt de apostelen naar de berg Tabor, 1511-1512
- de Geboorte van Jezus, 1523[1]
- Portret van een familie, 1523-1524
- Portret van Marsilio Cassotti en zijn bruid Faustina, 1523
- Portret van een jongeman, 1525-1530
- Portret van een jongeman met een boek, circa 1526
- Madonna met kind en de heiligen Catharina en Thomas, 1527-33
- De Annunciatie, 1534
- Buste van een bebaarde man, 1541
- Portret van een oude man, 1550s

## Musea
De werken van Lorenzo Lotto zijn in veel musea te vinden, onder andere in:
- Alte Pinakothek, München
- Fine Arts Museums of San Francisco, San Francisco
- Hermitage, Sint-Petersburg
- J. Paul Getty Museum, Los Angeles
- Kunsthistorisch Museum, Wenen
- Louvre, Parijs
- National Gallery (Londen)
- Museo civico Villa Colloredo Mels, Recanati

## Galerij

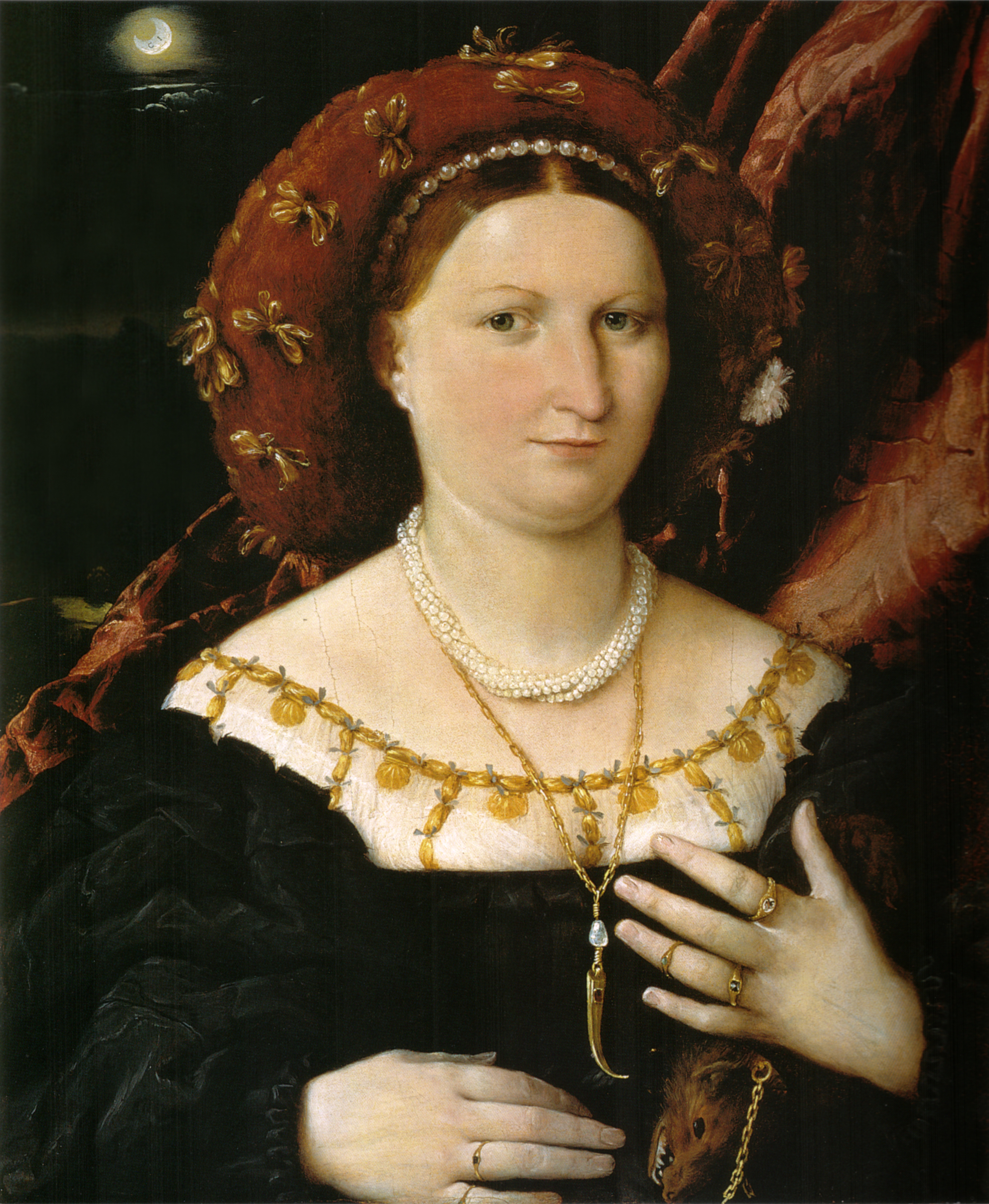
Lucina Brembati 1521-23 Accademia Carrara di Belle Arti
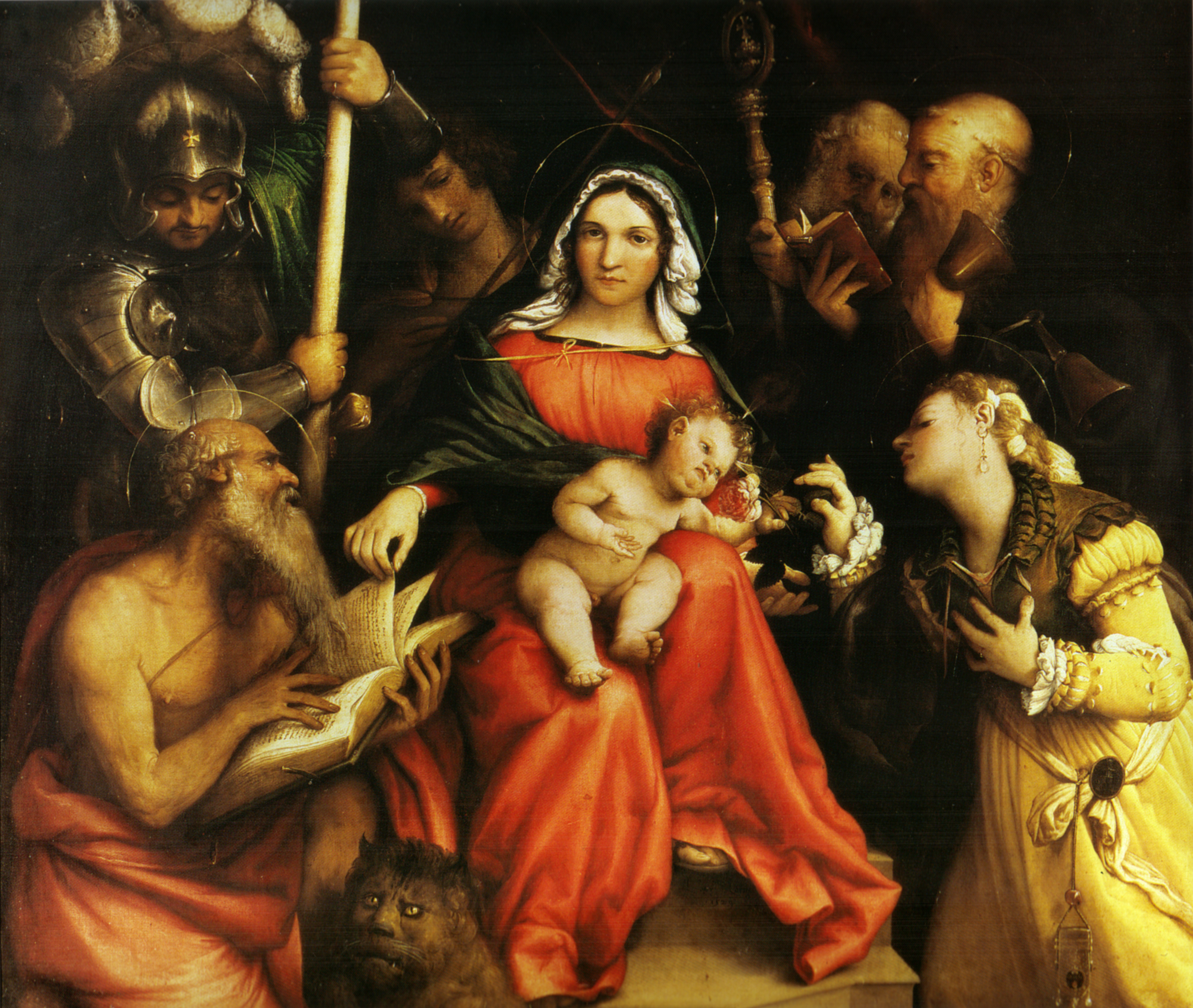
Het mystieke huwelijk van Catharina van Siena 1524 Gallerie Nazionali d'Arte Antica
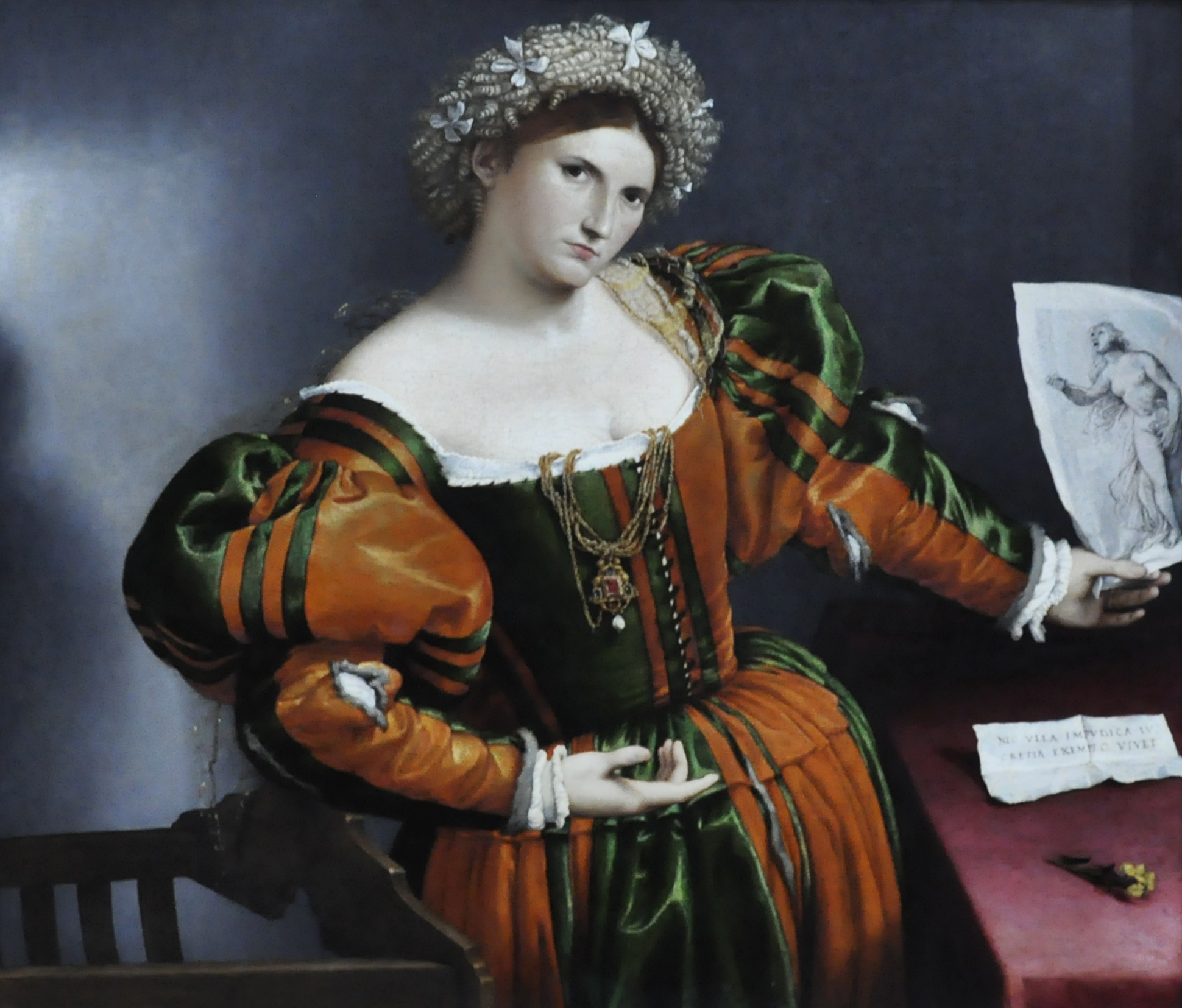
Portret van een vrouw geïnspireerd door Lucretia 1533 National Gallery